# Keep the Faith (chanson de Tamara Gatchetchiladze)
Pour les articles homonymes, voir Keep the Faith.
Chansons représentant la Géorgie au Concours Eurovision de la chanson
Midnight Gold
(2016) For You
(2018)
Keep the Faith (en français « Gardez la foi ») est la chanson de Tamara Gatchetchiladze qui a représenté la Géorgie au Concours Eurovision de la chanson 2017 à Kiev, en Ukraine. La chanson est arrivée 11ème sur 18ème avec 99 points lors de la première semi-finale de l'Eurovision.